# В-612
В-612 (также «В 612» и т. п.) — вымышленный астероид, являющийся домом для главного героя сказки Антуана де Сент-Экзюпери «Маленький принц». Описывается как имеющий два действующих вулкана, потухший вулкан и розу.
Согласно тексту произведения, астероид был открыт турецким астрономом в 1909 году и не признавался до 1920 года.
Шрифт с открытым исходным кодом, разработанный для Airbus, получил название «B612».
Частный некоммерческий фонд, посвящённый защите Земли от астероидов, «B612» назван в честь астероида.